# Потапов, Анатолий Викторович
Анато́лий Ви́кторович Пота́пов (24 июля 1942 — 1 июня 2024) — советский и российский дипломат. Чрезвычайный и полномочный посол (2003).

## Биография
Окончил Московский горный институт (сегодня — Горный институт НИТУ «МИСиС») в 1968 году и Высшую партийную школу при ЦК КПСС (1978). Владел английским языком.
В системе Министерства иностранных дел работал с 1986 года.
- В 1986—1992 годах — заместитель, первый заместитель управляющего делами МИД СССР/Российской Федерации.
- В 1992 году — проректор МГИМО МИД РФ.
- С июля 1992 по октябрь 1996 годах — советник Посольства РФ в Китайской Народной Республике.
- В 1996—1998 годах — помощник руководителя Администрации Президента РФ.
- В 1998 году — руководитель аппарата заместителя руководителя Администрации Президента РФ.
- С 30 октября 1998 по 14 сентября 2000 года — заместитель министра РФ по делам СНГ[1][2].
- С 14 января 2002 по 17 февраля 2004 года — заместитель министра иностранных дел РФ (экономические вопросы обеспечения деятельности)[3][4].
- С 25 мая 2004 по 14 июля 2008 года — чрезвычайный и полномочный посол Российской Федерации в Болгарии[5][6].

С 2008 года на пенсии.
Умер 1 июня 2024 года после недолгой болезни в возрасте 81 года.

## Семья
Женат, двое сыновей (1968 и 1970 года рождения).

## Награды
- Орден Дружбы (2 августа 2007) — за большой вклад в развитие российско-болгарских отношений и многолетнюю плодотворную работу[9]
- Орден Почёта (3 июля 2008) — за большой вклад в реализацию внешнеполитического курса Российской Федерации и многолетнюю добросовестную работу[10]
- Орден «Знак Почёта» (Указ Президиума ВС СССР от 11.03.1974)
- Медаль «Ветеран труда»
- Медаль «В память 850-летия Москвы»
- Медаль «200 лет МИД РФ»
- Медаль «90 лет Службе Дипломатическо-курьерской связи МИД России»
- Медаль «За боевое содружество» (ФСБ)
- Медаль «За взаимодействие с ФСБ России»
- Медаль «За заслуги» (СВР)
- Медаль «За укрепление боевого содружества» (ФАПСИ)
- Медаль «200 лет Министерству обороны»
- Медаль «200 лет МВД России»
- Медаль «Маршал Советского Союза Жуков»
- Почётная грамота правительства Российской Федерации (18 сентября 2002) — за большой личный вклад в реализацию внешнеполитического курса государства и в связи с 200-летием МИДа России[11].

#### Иностранные
- Орден «Стара планина» 1-й степени (29 июля 2008) — за исключительные заслуги в развитии отношений между Болгарией и Россией[12]
- Орден Почёта (Греция)
- Почётное отличие I степени "За Доблест и Заслуга" (МВР Болгарии 2007)

#### Конфессиональные
- Орден «Святые Равноапостольные Кирилл и Мефодий» (26 ноября 2007) — за выдающиеся труды, направленные на укрепление дружбы российского и болгарского народов[13]
- Орден преподобного Сергия Радонежского II степени[14]
- Орден святого благоверного князя Даниила Московского III степени[15]

## Дипломатический ранг
Чрезвычайный и полномочный посол (20 февраля 2003).

## Классный чин
Действительный государственный советник Российской Федерации 2 класса.